# Steckverbinder
Steckverbinder dienen zum Trennen und Verbinden von elektrischen Leitungen oder beispielsweise auch Leitungen für optische Strahlung (allgemein technische Medien). Die Verbindungsteile werden dabei durch Formschluss der Steckerteile passend ausgerichtet, durch Federkraft kraftschlüssig lösbar fixiert und oft durch Verschrauben zusätzlich gegen unbeabsichtigtes Lösen gesichert. Steckverbinder sind ein Teilgebiet der Verbindungstechnik. Weltweit existieren viele genormte Steckverbinder.
Unterschieden werden einerseits Normen für die geometrische Form von Steckern, Buchsen, Kupplungen und Steckdosen und andererseits Normen für das elektrische oder optische Signal, das über Kabel bzw. Lichtwellenleiter und Steckverbinder übertragen wird.

## Grundbauformen

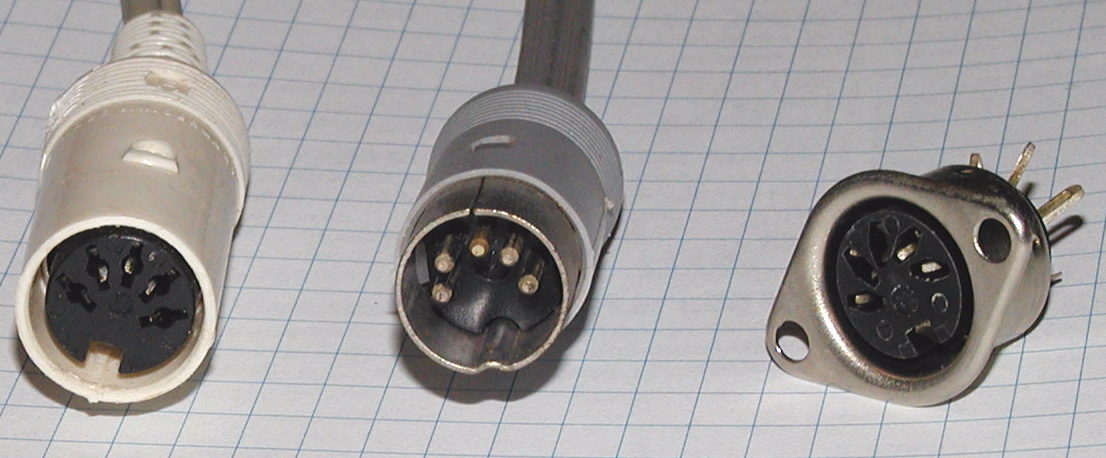
Kupplung („weiblich“), Stecker („männlich“) und Buchse („weiblich“) am Beispiel von DIN-Steckverbindern

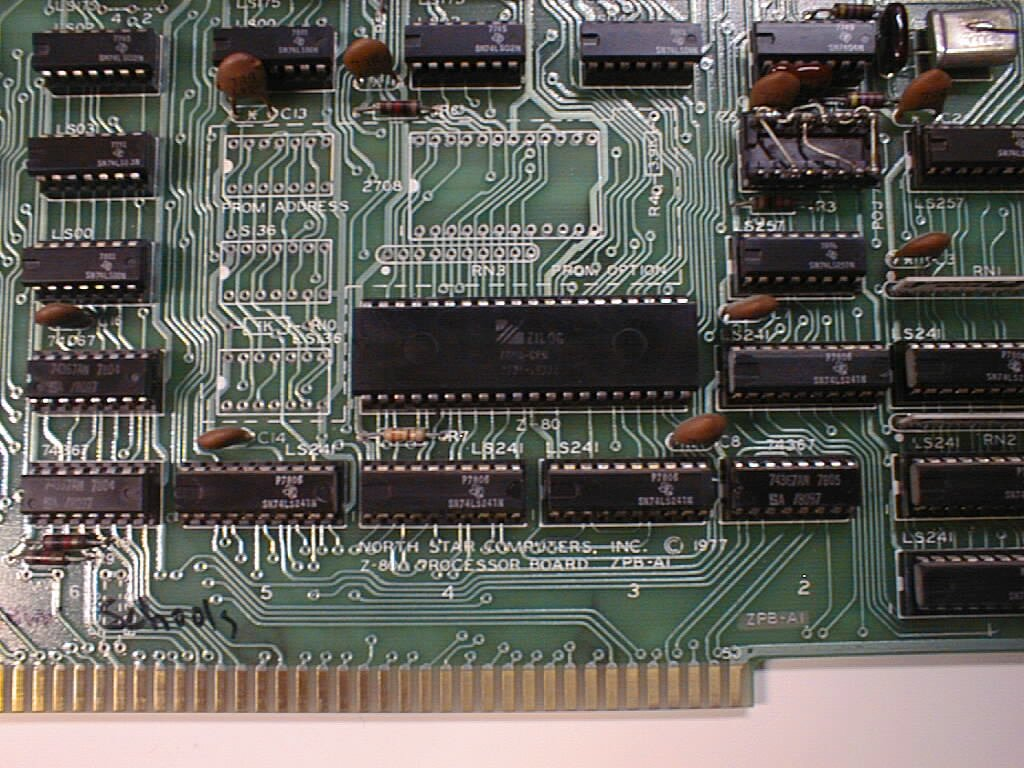
Leiterplatte mit direktem Steckverbinder

Bei elektrischen Steckverbindungen unterscheidet man den männlichen Teil einer Steckverbindung (mit nach außen weisenden Kontaktstiften) vom weiblichen Teil (mit nach innen weisenden Kontaktöffnungen). Der männliche Teil wiederum ist ein Stecker, wenn er an ein Kabelende gehört, oder ein Einbaustecker, wenn er zum festen Einbau in ein Gerätegehäuse vorgesehen ist. Der weibliche Teil ist eine Kupplung, wenn er an ein Kabelende gehört, oder eine Buchse, wenn er zum festen Einbau in ein Gerätegehäuse vorgesehen ist. Sowohl für Netzspannung führende Verbindungen innerhalb von Elektrogeräten als auch im Kfz-Bereich kommen regelmäßig Flachsteckverbinder zum Einsatz, die als Kabelschuhe auf die Aderenden des Kabelbaums im Crimp- oder Pressverfahren aufgequetscht werden und sowohl isoliert als auch völlig unisoliert vorkommen.
Es gibt auch Steckverbinder mit Steckelementen beiderlei Geschlechts oder solche für elektrischen Strom, Strahlung oder Medien in einem gemeinsamen Steckergehäuse.
Bei Leiterplatten unterscheidet man direkte und indirekte Steckverbinder. Bei direkten Steckverbindern sind die Steckkontakte speziell geformte Leiterbahnen. Bei indirekten Steckverbindern werden spezielle Stecker aufgelötet, die Stiftleisten oder Messerleisten. Bei den Gegenstücken der direkten Steckverbinder auf den Leiterplatten spricht man von Federleisten, es sind praktisch Buchsenleisten.

### Verbindung zu Platine oder Kabel
Steckverbinder auf einer Platine werden meistens über gerade oder gewinkelte Lötstifte mit der Platine verlötet. Das deckt in vielen Fällen auch schon die mechanische Befestigung ab. Wenn größere mechanische Robustheit benötigt wird, wird beispielsweise ein Abschirmblech mehrfach mit der Platinenmasse verlötet, in einer zweiten Stufe werden zusätzliche Niet- oder Schraubverbindungen zur Platine eingesetzt.
Kabel oder Schaltdrähte werden entweder an Lötösen des Steckverbinders angelötet oder bei der Hausinstallation auch geschraubt, oder der Verbinder wird – bei vieladrigen Flachkabeln – mit Schneidklemmpresstechnik auf das Kabel aufgepresst.
Ausweichmöglichkeiten zur Löttechnik sind die massive Einpresstechnik, die Wickelverbindung oder auch die Direktstecktechnologie.

### Mechanische Arretierung

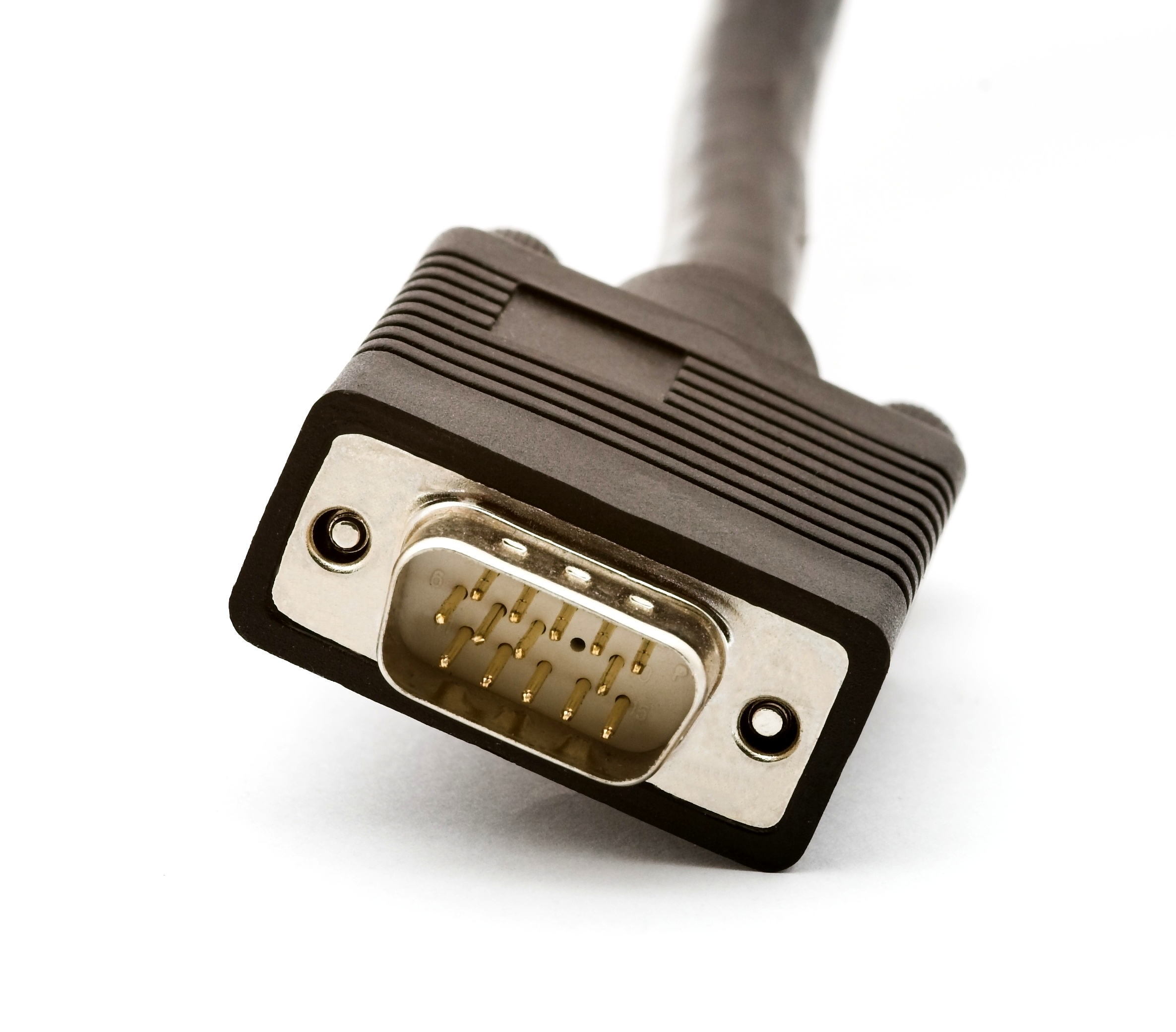
VGA-Stecker mit Schraubarretierung neben dem eigentlichen Kontaktfeld

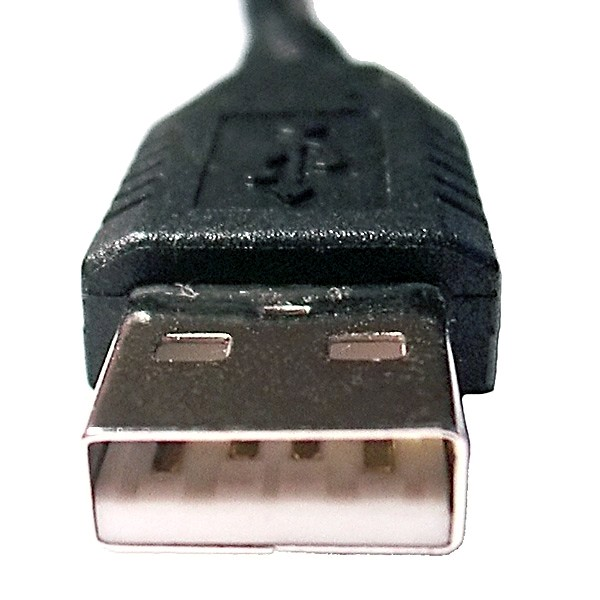
USB-Stecker mit Aussparungen zum Einrasten in der Buchse

Wenn schwere Kabel anzuschließen sind, kann die Haltekraft der gesteckten elektrischen Verbindungsstifte die mechanische Stabilität der Steckverbindung nicht gewährleisten. In diesen Fällen wird eine zusätzliche mechanische Verbindung hergestellt.
Bei Verbindungen innerhalb von Gehäusen wird oft eine einfache Snap-In-Technik verwendet, die sich auch manuell leicht wieder lösen lässt.
Bei äußeren Verbindungen überwiegt die Arretierung per Schraubverbindung, wie sie beispielsweise bei D-Sub-Steckverbindern üblich ist. Eine andere Art von Schraubverbindung existiert für professionelle Ausführungen von DIN-Steckverbindern, die mit einer Überwurfmutter arbeiten. Daneben gibt es beispielsweise bei der Centronics-Schnittstelle eine Arretierung mit Federdrahtschleifen und eine sanft per Federkraft einrastende Verbindung wie bei USB-Steckern. Bei Klinkensteckern ist diese Rastfunktion schon in den Kontaktteil integriert. Bei Hochfrequenzverbindungen wie beispielsweise den BNC-Steckern gibt es auch einen Bajonettverschluss. Bei Drehstrom- und Hochspannungssteckverbindern gibt es eine Reihe von Riegel- und Klammermechaniken.

### Kontaktwiderstand
Je nach Anwendung sind spezielle Anforderungen an den Übergangswiderstand zu stellen.
Dazu zählt auch die Zuverlässigkeit des (niedrigen) Kontaktwiderstandes über lange Zeiträume oder über eine hohe Anzahl von Steckungen oder während mechanischer Bewegungen. Bei kleinen Nutzspannungen muss auch die Frittspannung weitgehend vermieden werden.
Für den Kontaktwiderstand wichtig sind auch der Kontaktdruck und die Kontaktfläche. Nicht immer ist eine große Kontaktfläche günstig, weil dann der Kontaktdruck fehlt und/oder der Kontakt doch nur punktweise stattfindet. Es kann auch eine Kaltverschweißung genutzt werden.

### Steckergehäuse
Stecker und Kupplungen sind bei internen Verbindungen oft unverkleidet. Wenn es aber um Außenverbindungen geht, ist es aus mehreren Gründen angeraten, die Kontaktstelle zu verkleiden:
- Berührungsschutz: Einerseits sollen ein Benutzer oder auch andere Kabel oder Geräte davor bewahrt werden, in Kontakt mit möglicherweise gefährlichen Spannungen zu kommen, andererseits sollen die Leiter vor ungewollten Verbindungen mit anderen Signalen oder Potentialen geschützt werden. Außerdem bewirkt diese Kapselung noch einen gewissen Staub- und Korrosionsschutz (siehe beispielsweise bei Industrie-PC).
- Zugentlastung: Schwere Kabel sollen nicht direkt an der elektrischen Kontaktstelle ziehen, da diese nicht dafür ausgelegt ist und auf Dauer versagen könnte. Das abgehende Kabel wird deshalb oft per Crimpen oder Schraubklemmen innerhalb des Steckergehäuses festgeklemmt, so dass die Kräfte an dieser Stelle definiert angreifen können.
- Mechanische Festigkeit: Wenn man eine Steckverbindung löst, soll man nicht am Kabel ziehen (auch wenn eine Zugentlastung vorhanden ist), der Steckverbinder soll so geformt sein, dass er gut greifbar und handhabbar ist. Dazu ist die Oberfläche oft auch geriffelt, um Zugkräfte besser zu übertragen.
- Abschirmung: Insbesondere bei Audio- und Hochfrequenzverbindungen ist es wichtig, Signalleitungen gegen Einstrahlung von Störungen abzuschirmen. Das Steckergehäuse enthält für diese Fälle eine geschlossene metallische Abschirmung. Meist besteht sie aus separaten Teilen, die in äußeren isolierenden Plastikteilen eingeschlossen werden. Bei DIN-Steckern gibt es dabei Varianten mit einem einzigen röhrenförmigen Abschirmteil, in das der eigentliche Kontaktteil eingeschoben wird, sowie Varianten mit zwei Metall-Halbschalen, die erst vom darüber geschobenen Plastikaußenteil zusammengehalten werden. In das Abschirmteil ist auch oft die Zugentlastung integriert, die dabei elektrisch direkt mit der äußeren Abschirmung des abgehenden Kabels verbunden wird. Bei XLR-Steckern (AUDIO) wird eine Verbindung des Steckergehäuses mit der Abschirmung/Masse aber explizit abgelehnt. Die Führung des Massepotentials über das Steckergehäuse und einen Steckkontakt bildet Brummschleifen.

Bei Massenfertigung werden die Steckergehäuse oft einfach durch Umspritzen des Kontaktteils mit Kunststoff hergestellt. Ein metallisches Abschirmgehäuse fehlt dabei. Selten werden (eventuell isoliert beschichtete) Metallfolien verwendet. Auch Crimpen kommt vor. Bei Montage für spätere Lösbarkeit gibt es die Varianten des Aufschiebens mit Einrasten oder Zusammenschraubens.

### Kodierung
Manche Steckverbinder enthalten außer den Steckkontakten noch nichtleitende Nuten und Zapfen. 
Diese dienen in der Regel zwei Funktionen: Es können einerseits mechanische Führungselemente sein, die eine verkantete Fehlsteckung verhindern sollen, die den Stecker beschädigen könnte (Koshiri-Sicherheit). Andererseits können diese Elemente der Kodierung dienen; damit wird nach dem Schlüssel-Schloss-Prinzip bewirkt, dass der Stecker nur in einer bestimmten Orientierung bzw. (bei mehreren möglichen elektrischen Kontaktbelegungen bei ansonsten gleicher Anordnung der Kontakte) nur in den richtigen Gegenstecker passt.

### Schaltbuchsen

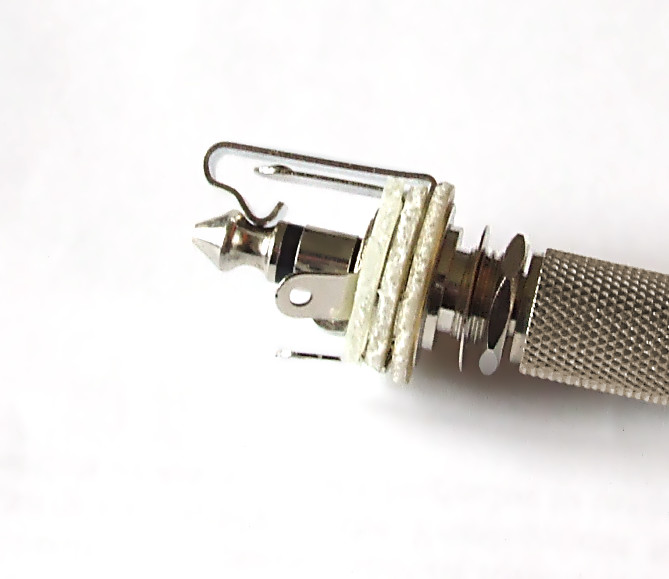
Schaltbuchse (Öffner) mit eingestecktem Klinkenstecker

Manche Einbaubuchsen sind mit einem elektrischen Schalter kombiniert, der durch den Einsteckvorgang des Steckers betätigt wird. So kann sich ein Gerät auf einfache Weise darauf anpassen, ob eine Verbindung hergestellt wurde oder nicht. Die Mechanik der Schaltkontakte ähnelt weitgehend der von elektromechanischen Relais.
Bei Diodensteckern erfolgt die Betätigung durch die umgebende Metallabschirmhülse. Bei Klinkensteckern drängt der zentrale Kontaktstift einen mechanischen Hebel zur Seite, bei Stromversorgungssteckern die äußere Hülse.
Eine häufige Anwendung findet man bei Kopfhöreranschlüssen: Wenn ein Kopfhörerkabel angeschlossen wird, wird durch die Schaltbuchse die Verbindung zu einem eingebauten Lautsprecher unterbrochen. Den speziellen Würfelstecker kann man in zwei um 180° versetzten Orientierungen einstecken, wobei der Schalter nur in einer der Positionen den Lautsprecher verstummen lässt, in der anderen dank einer Aussparung aber nicht, so dass diese Funktionalität zur Wahl des Benutzers gestellt wird.
Bei Stromversorgungssteckern wird beim Einstecken eines Steckernetzgerätes die Verbindung zu einer internen Batterie unterbrochen, bei Akkuversorgung werden diese dann aufgeladen. Weitere Anwendungen siehe unter Gerätestecker.

## Stromversorgung

### Einphasen-Haushaltsstecksysteme

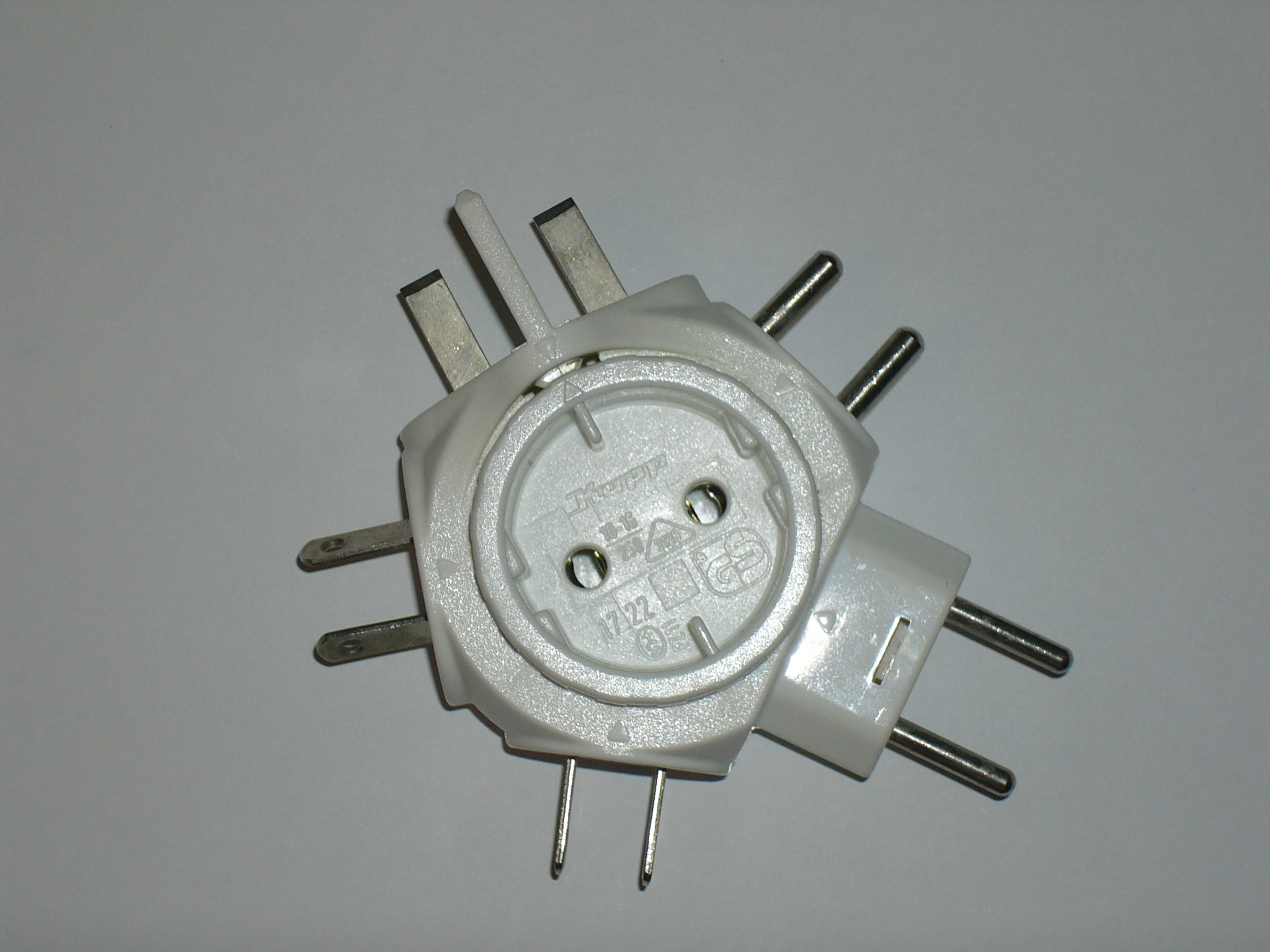
Reisestecker

Einphasen-Haushaltsstecker werden in die Steckdose eingesteckt und dienen zur elektrischen lösbaren Verbindung von flexiblen Geräte-Anschlussleitungen mit dem Stromnetz der Hausinstallation. Sie werden zum Beispiel an Leuchten, Bürogeräten und kleinen Maschinen in der Industrie eingesetzt. Der Abstand zwischen Steckdose und Gerät kann mit Hilfe von Verlängerungsleitungen vergrößert werden. Geräteseitig finden manchmal sogenannte Gerätestecker für die Verbindung des Gerätes mit einer flexiblen Leitung Verwendung, sofern es nicht fest verdrahtet ist.
Haushaltsstecker werden international als Typen A bis M klassifiziert. Diese Einteilung stammt aus einer Veröffentlichung des amerikanischen Handelsministeriums und hat sich weltweit durchgesetzt. Leider geht diese Einteilung der Stecker nicht auf alle Unterschiede der weltweit üblichen Stecker ein; von einem Steckertyp kann es daher mehrere Varianten geben, die auch teilweise nicht untereinander kompatibel sind.
- Amerikanisches 2-Stift-Steckersystem (Typ A)
- Amerikanisches 3-Stift-Steckersystem (Typ B)
- Euroflachstecker (Typ C, EN 50075)
- Indisches / altes britisches Steckersystem (Typ D)
- Französisches Steckersystem (Typ E)
- Deutsch-Französischer Kombistecker (Typ EF, CEE 7/7)
- Europäischer Konturenstecker (Typ EF, CEE 7/17)
- Deutsches Schuko-Steckersystem (Typ F, CEE 7/4)
- Russisches Steckersystem (Typ F, GOST 7396)
- Britisches Steckersystem (Typ G, BS 1363)
- Israelisches Steckersystem (Typ H)
- Australisches Steckersystem (Typ I)
- Schweizer Steckersystem (Typ J, SN 441011)
- Dänisches Steckersystem (Typ K)
- Italienisches Steckersystem (Typ L)
- Südafrikanisches Steckersystem (Typ M)
- IEC 60906-1 Internationaler Standardstecker
- Brasilianischer Stecker NBR 14136, dem IEC 60906-1 sehr ähnlich, aber nicht identisch

- PowerCon, häufig in der Bühnentechnik (proprietär)
- Stecker gemäß DIN 56905, fast ausschließlich in der Bühnentechnik, Vorläufer von PowerCon
- Terko für Gleich- oder Wechselstrom, verpolungssicher (proprietär)

### Ein- und Mehrphasen-Niederspannungssysteme

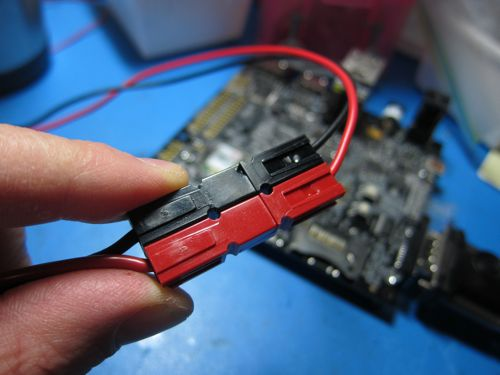
Steckverbindung mit Anderson-Powerpole-Steckern

- Stecker nach IEC 60309, wie die 5-poligen CEE-Drehstromsteckverbinder für 16 bis 125 Ampere, siehe hier
- In Deutschland, Österreich, den Niederlanden und Schweden: Perilex für Drehstrom nach DIN 49445 (16-A-Steckdose) und DIN 49446 (16-A-Stecker), DIN 49447 (25-A-Steckdose) und DIN 49448 (25-A-Stecker)
- In der Schweiz: Drehstromsteckverbinder für niedere Ströme für Haushalt, Gewerbe und Industrie nach SN 441011, (T15 für 10 A sowie T25 für 16 A), Entsprechende Steckdosen können auch Einphasenstecker annehmen; historisch gesehen kommen noch J-Stecker hinzu.
- Anderson Powerpole, System mit hermaphroditischen Steckern bis 600 Volt und 310 Ampere

In der DDR gab es bis in die 1970er Jahre 4-polige Kraftstromstecker, die nach dem Produktionsort Grimma in Sachsen auch als Grimmastecker bezeichnet wurden. Sie waren nach der TGL 4175 genormt und wurden in 4 Typen für Ströme von 25 bis 100 A gefertigt. Nachteilig war, dass sie keinen Neutralleiter-Kontakt besitzen und ihr Einsatz daher auf symmetrische Verbraucher wie Drehstrommotoren begrenzt war. Ein Zusammenschalten von Nullleiter und Schutzleiter zum PEN oder früher SLN, wie es bei diesen Steckern teilweise geschah, ist bei Neuinstallationen und flexiblen Anschlussleitungen unzulässig und führt überdies ggf. zur Auslösung des FI-Schutzschalters. In Österreich waren ähnlich aussehende und nach DIN 49450 genormte, jedoch mechanisch nicht kompatible Stecker bis Anfang der 1980er-Jahre verbreitet.
Weiterhin gab es nach TGL 200-3763 5-polige ovale Steckverbinder (RST, N, vorauseilender PE) in Bakelitgehäusen für 10 Ampere.

### Kleinspannungsstecker
Kleinspannungsstecker dienen der Versorgung mit niedrigen, ungefährlichen Spannungen („Funktionskleinspannung“). Dafür arbeiten sie aber zum Teil mit sehr hohen Stromstärken (ATX-Stecker bis zu 120 A).
- Hohlstecker für Kleingeräte
- Molexstecker, rechteckige vierpolige Stecker in Computern zur Stromversorgung von z. B. Festplatten, CD-/DVD-Laufwerken
- Steckverbinder von PC-Netzteilen zur Hauptplatine, z. B. nach ATX-Norm
- Drahtfederkontakt, heute verbreiteter ist die Drahtfederbuchse
- Bordspannungssteckdose (Zigarettenanzünder)
- MagSafe, magnetische Stecker für Notebooks des Herstellers Apple

### Labor

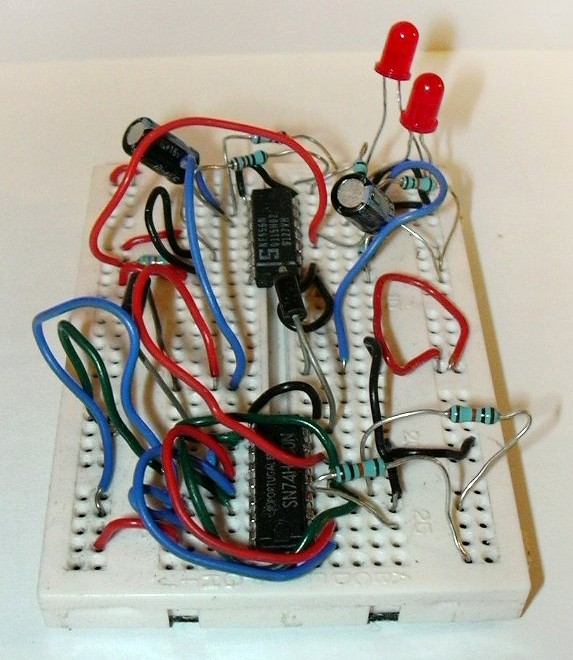
Eine Steckplatine mit einem Schaltungsaufbau

Laborsteckverbinder sind Verbinder für Einzelleiter zum Aufbau von Versuchsschaltungen. Am gebräuchlichsten sind Bananenstecker mit 4 mm Nenndurchmesser, die es in berührungsgeschützter und -ungeschützter Bauform gibt. Ähnliche Stecksysteme gibt es auch mit 6 mm und 2 mm Nenndurchmesser.
Weiterhin werden zum Aufbau komplexerer Schaltungen auch sogenannte Steckbretter verwendet, bei denen Brücken aus massivem Draht als Steckverbindung auf einer Grundplatte dienen, die dazu eine Vielzahl teilweise miteinander verbundener Buchsen besitzt. Die Buchsen können auch zur Aufnahme von bedrahteten Bauteilen und Schaltkreisen dienen; dafür sind sie im 2,54-mm-Raster angeordnet.
Darüber hinaus existieren sogenannte Krokodilklemmen, die sich je nach Ausführung auf einen 4-mm-Bananenstecker aufschieben lassen oder direkt mit einem Leiter kontaktiert werden können (Schraub- oder Crimpanschluss).
Für koaxiale Verbindungen sind BNC-Steckverbinder üblich.

## Audio
- Cinch: jeweils für rechtes und linkes unsymmetrisches Stereo-Signal getrennt
- DIN-Steckverbinder, auch Dioden-Steckerverbinder genannt, existieren in Mono- und Stereo-Varianten, sind veraltet und werden auch für andere Zwecke eingesetzt
- Tonabnehmerstecker für alte Röhrenradios
- Lautsprecherstecker und Messgerätestecker, zwei einander sehr ähnliche, ebenfalls veraltete Steckverbinder
- Klinkenstecker sind zweipolig für Mono-Signale, dreipolig für Stereo-Signale und vierpolig für Headsets; mehr als vierpolige Stecker sind bauartbedingt verformungsanfällig und sehr selten und werden oft durch mehrere Einzelsteckanschlüsse ersetzt und ggf. durch D-Sub-Steckadapter gebündelt
- TOSLINK, optische Steckverbindung
- XLR im Tonstudio- und Bühnenbereich
- Speakon-Lautsprechersteckverbinder
- Multipin für Mischpulte und Stageboxen
- Klein- und Groß-Tuchel, ältere Mikrofonstecker
- D-Sub-Stecker: Im PC-Bereich werden an professionelle Soundkarten häufig gerätespezifische Adapter (Kabelpeitschen) angeschlossen, um den Anschluss von Standard-Steckverbindern (z. B. Cinch, DIN, Klinke, XLR) zu ermöglichen, die aus Platzgründen sonst nicht angeschlossen werden könnten

## Analoges Videosignal
Beim Compositesignal (FBAS) gibt es drei qualitativ abgestufte Steckverbindungen:
- BNC: Eine von Profis verwendete Leitung für ein FBAS/Video-Signal (oder drei bis fünf getrennte Koaxial-Leitungen für die drei Grundfarben Rot, Grün und Blau und Vertikal- und Horizontal-Synchron-Signal)
- SCART
- Cinch, meist gelb markiert

Für S-Video-Signale:
- Mini-DIN (alias S-Video oder Hosiden), SCART

Videosignal über Hochfrequenzverbindung:
- Belling-Lee-Stecker (besser bekannt als Antennenkabel)
- F-Stecker bei Satellitenanlagen für die Übertragung der Satelliten-Zwischenfrequenz zwischen Schüssel und Receiver

In der Computer-Technik:
- VGA-Anschluss

## Digitales Videosignal
- DisplayPort, Standardschnittstelle in macOS-Umgebungen
- Digital Visual Interface
- DMS-59
- HDMI-Stecker, heute der meistverwendete Stecker in privaten und semi-professionellen Videoanwendungen
- HD-SDI, professionelle Anwendungen
- Serial Digital Interface, professionelle Anwendungen
- Unified Display Interface (veraltet)

## Hochfrequenz
- Koaxialstecker
- BNC-Steckverbinder
- C-Steckverbinder
- F-Steckverbinder
- N-Steckverbinder
- SMA-Steckverbinder
- SMB-Steckverbinder
- SMC-Steckverbinder
- SMP-Steckverbinder
- SMS-Steckverbinder
- TNC-Steckverbinder
- MCX-Steckverbinder
- MMCX-Steckverbinder
- RP-TNC-Steckverbinder
- UHF-Steckverbinder (darunter PL259; ursprünglich für Fernseher entwickelt, dann aber ausschließlich für Radio eingesetzt)
- DIN-7/16-Steckverbinder

## Daten
- RJ-45- oder Ethernet-Stecker
- TERA-Steckersystem
- ELine 1200 EC7
- BNC- und N-Stecker bei Koaxial- und Twinaxial-Verkabelung
- IBM-Stecker, wurde beim IBM-Verkabelungssystem IBM Cabling System verwendet
- USB-Stecker (USB)
- FireWire-Stecker
- SATA-Steckverbinder
- SAS-Steckverbinder
- Centronics-Stecker
- D-Sub-Stecker
- PS/2-Stecker
- Fünfpolige DIN-Steckverbinder zur MIDI-Datenübertragung
- IEC-Bus-Stecker
- Stiftleisten bzw. Pfostenstecker
- Chipsockel
- Steckverbinder der Industrieautomatisierung
  - M5-, M8- und M12-Steckverbinder nach IEC 61076-2 (nach der Gewindegröße der Überwurfmutter)
  - Rechteckstecker mit Zentralschraube
  - Push-Pull-Rundstecker (das Lösen des verriegelten Steckers erfolgt durch Ziehen an einer Gehäusehülse)

## Stecker für Module

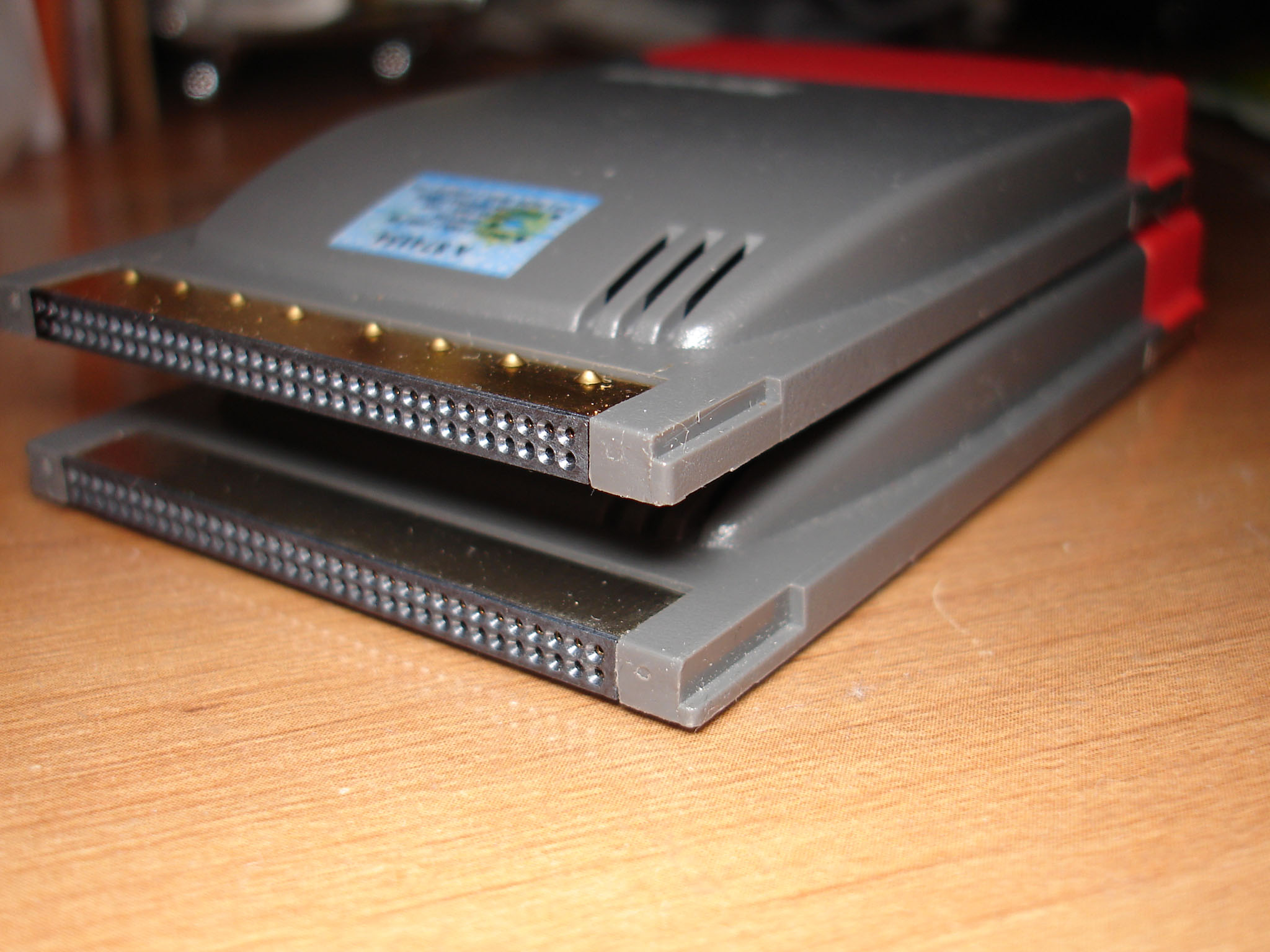
PC-Card- und PCMCIA-Steckverbinder

Für Module zum Einsatz in übergeordneten Gehäusen (z. B. Einschubmodule in Baugruppenträgern für 19-Zoll-Racks, Einsteckkarten in Computergehäusen) kommen Steckverbinderleisten zum Einsatz, wobei ein Teil des Steckverbinders aus dem Modul herausragt, während das Gegenstück im aufnehmenden Gehäuse verbaut ist, so dass die elektrische Verbindung beim Einbau des Moduls automatischer kontaktiert wird (indirektes Stecken) bzw. das Modul durch Stecken montiert wird.
Hinweis: Der Begriff Modularstecker steht für die Bauform, die bei den meisten RJ-Steckverbindungen genutzt wird; daher wird das Wort Modulstecker bisweilen ebenfalls als Bezeichnung für RJ-Steckverbinder benutzt.
- Steckverbinder nach DIN 41612 („VG-Leiste“, verschiedene Ausführungen, beispielsweise 96-polig; Anwendung z. B. beim VMEbus)
- Steckverbinder nach DIN 41617 (verschiedene Ausführungen, beispielsweise 31-polig)
- Platinenstecker (Anwendung z. B. bei Steckkarten im Bereich der Computertechnik)
- Stiftleisten, Pfostenstecker (Anwendung z. B. für Erweiterungen des Raspberry Pis oder der Arduino-Plattform)
- Fassungen für Single Inline Memory Module (SIMM)
- Stecksysteme für PCMCIA-Karte bzw. PC Cards

## Telefon

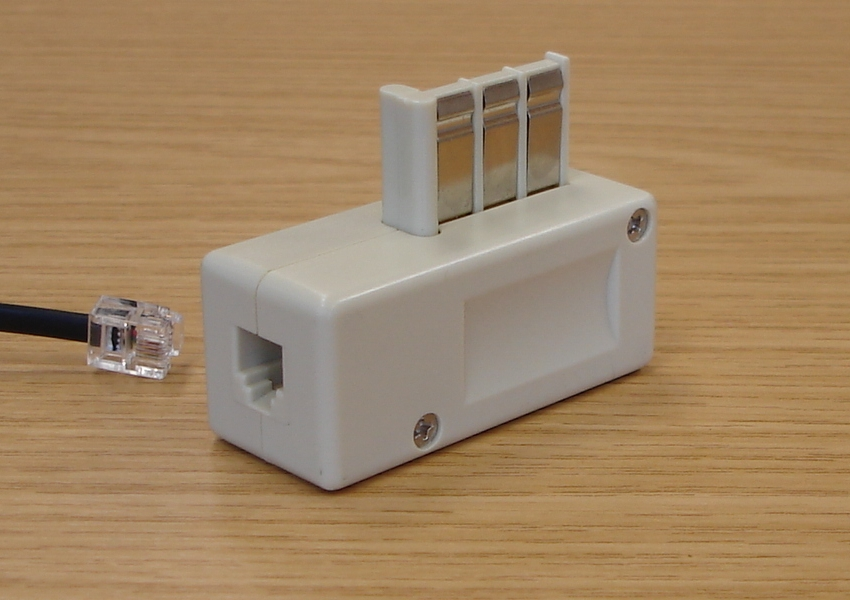
Reiseadapter Frankreich

- Telekommunikations-Anschluss-Einheit (kurz TAE)
- Telefonsteckdose (Österreich)
- ISDN-Stecker
- Universalstecker (RJ-/Western-Stecker)
- Anschlussdose (ADo 4, ADo 8), ehemaliges Stecksystem für Telefone, in der DDR waren vergleichbare Systeme mit der Bezeichnung ADo 5 üblich
- Walzenstecker, veraltetes Steckersystem aus den 1930er-Jahren

Für andere Telefonsysteme siehe Artikel Telefondose.

Siehe auch: 

## Lichtwellenleiter
- SC-Stecker
- ST-Stecker
- FDDI MIC
- LC-Stecker
- E2000-Stecker
- FC/PC
- FSMA
- MTRJ-Stecker
- ESCON-Stecker
- Mini-BNC
- Mini-SC
- URM P2-Stecker
- TOSLINK (Audiodaten)
- M12-FO (IEC 61754-27)

## Automobilindustrie
- Anhängersteckdose
- Bordspannungssteckdose (Zigarettenanzünder)
- Ladestecker

## Modelleisenbahn
- RJ-45- oder Ethernet-Stecker (Rückmelder)
- RJ-12-Stecker (Digitalsteuerung)
- s88-Stecker (Rückmelder)
- 2,6-mm-Stecker (diverse Verbraucher)
- spezielle Stecker der Hersteller z. B. Märklin, Kleinbahn (2 mm)
- NEM-Lokdekoderstecker

## Solarmodule
Gebräuchlich für Solarmodule sind die folgenden Steckverbinder:
- MC4-Steckerverbinder
- MC3-Steckerverbinder
- Radox-Steckerverbinder